# Cicadabara dorsalis
Cicadabara dorsalis är en insektsart som beskrevs av Henry Fairfield Osborn 1934. Cicadabara dorsalis ingår i släktet Cicadabara och familjen dvärgstritar. Inga underarter finns listade i Catalogue of Life.